# Nagisa Shibuya
Nagisa Shibuya (渋谷 凪咲 Shibuya Nagisa?,  Prefectura de Osaka, Japón, 25 de agosto de 1996) es una Idol y cantante japonesa. Es conocida por ser miembro del grupo femenino NMB48, donde forma parte del Equipo BII. También tiene un puesto concurrente en el Equipo 4 de AKB48 y es miembro de la subunidad Tentoumu Chu! junto a Mako Kojima, Nana Okada, Miki Nishino, Ryoha Kitagawa, Meru Tashima y Mio Tomonaga.

## Biografía
Shibuya nació el 25 de agosto de 1996 en Osaka, Japón. Tiene una hermana mayor y dos hermanos mayores. Su prima es Asuna Tanaka, exjugadora de la Selección femenina de fútbol de Japón. En 2012, Shibuya aprobó la cuarta audición de NMB48 y debutó el 23 de diciembre del mismo año. Su debut en el escenario tuvo lugar en febrero de 2013.
En julio de 2013, Shibuya fue una de las seleccionadas para formar parte de la nueva unidad Tentoumu Chu!. En octubre, apareció junto al resto de sus compañeras de Tentoumu Chu! en el drama Joshikou Keisatsu. En noviembre, fue seleccionada para ocupar la posición de center en cover de NMB48 del sencillo Suzukake Nanchara de AKB48. 
En febrero de 2014, durante el Grupo Shuffle de AKB48, Shibuya fue promovida al Equipo BII y también comenzó a ocupar un puesto simultáneo en el Equipo 4 de AKB48. Su primer NMB48 Senbatsu fue para el sencillo Takane no Ringo.

## Discografía

### NMB48
| Año  | Número | Título             | Rol    | Notas                                                                              |
| ---- | ------ | ------------------ | ------ | ---------------------------------------------------------------------------------- |
| 2013 | 7      | "Bokura no Eureka" | B-side | Cantó en "Hinadande wa Boku no Miryoku wa Ikinainda"                               |
| 2013 | 8      | "Kamonegix"        | B-side | Cantó en "Sunglasses to Uchiakebanashi" y "Mou Hadashi ni Hanarenai"               |
| 2014 | 9      | "Takane no Ringo"  | A-side | Primer A-side. También cantó en "Isshukan, Zenbu ga Getsuyoubi nara ii no ni"      |
| 2014 | 10     | "Rashikunai"       | A-side | También cantó en "Star ni Nante Naritakunai" como Team BII                         |
| 2015 | 11     | "Don't look back!" | A-side | También cantó en "Romantic Snow"                                                   |
| 2015 | 12     | "Dorian Shōnen"    | A-side | Cantó en "Kokoro no moji o kake!".                                                 |
| 2015 | 13     | "Must be now"      | B-side | Cantó en "Kūfuku de Renai o suru na".                                              |
| 2016 | 14     | "Amagami Hime"     | A-side | También cantó en "Ferry", "Niji no Tsukurikata" y "Dotonbori yo, Naka Sete Kure!". |
| 2016 | 15     | "Boku wa Inai"     | A-side | También cantó en "Mōsō Machine 3-gōki".                                            |

### AKB48
| Año  | Número | Título                     | Rol                   | Notas                                                                                   |
| ---- | ------ | -------------------------- | --------------------- | --------------------------------------------------------------------------------------- |
| 2013 | 32     | "Koi Suru Fortune Cookie"  | B-side                | Cantó en "Aozora Cafe"                                                                  |
| 2013 | 33     | "Heart Electric"           | B-side, Tentoumu Chu! | Cantó en "Kimi Dake ni Chu! Chu! Chu!"                                                  |
| 2013 | 34     | "Suzukake Nanchara"        | B-side, Tentoumu Chu! | Cantó en "Kimi to Deatte Boku wa Kawatta" y "Erande Rainbow"                            |
| 2014 | 35     | "Mae Shika Mukanee"        | B-side                | Cantó en "Kinou Yori Motto Suki"                                                        |
| 2014 | 36     | "Labrador Retriever"       | A-side                | Primer AKB48 A-side. También cantó en "Kyou Made no Melody" y "Heart no Dasshutsu Game" |
| 2014 | 38     | "Kibouteki Refrain"        | B-side                | Cantó en "Ima, Happy" y "Me wo Aketa Mama no First Kiss"                                |
| 2015 | 39     | "Green Flash"              | B-side, Tentoumu Chu! | Cantó en "Punkish" and "Hatsukoi no Oshibe"                                             |
| 2015 | 40     | "Bokutachi wa Tatakawanai" | B-side, Tentoumu Chu! | También cantó en "Danshi" wa Kenkyū Taishō".                                            |
| 2015 | 41     | "Halloween Night"          | B-side, Future Girls  | También cantó en "Kimi ni Wedding Dress wo..."                                          |
| 2015 | 42     | "Kuchibiru ni Be My Baby"  | B-side                | También cantó en "Nanka, Chotto, Kyū ni..." como Equipo 4                               |
| 2016 | 43     | "Kimi wa Melody"           | B-side                | Cantó en "Shigamitsuita Seishun" (NMB48)                                                |
| 2016 | 44     | "Tsubasa wa Iranai"        | B-side                | Cantó en "Kangaeru Hito" como Equipo 4.                                                 |

## Filmografía

### Show de variedades
- AKBingo!
- Tentoumu Chu! no Sekai o Muchuu ni Sasemasu Sengen
- AKB48 Show!

### Dramas
- Joshikou Keisatsu (2014)
- Kabasuka Gakuen (2016) como Hachikō